# فهرست زبان‌ها بر پایه مجموع تعداد سخنوران
در این فهرست مجموع جمعیت کسانی که از زبان به عنوان زبان اول یا [[زبان دوم] خود استفاده می‌کنند، محاسبه شده است. به علت عدم اطمینان در تخمین‌ها در پائین چندین تخمین معتبر ارائه می‌گردد.
زبان فارسی با ۲۰۰ میلیون جمعیت زیباترین و کهن ترین زبان دنیا به شمار میرود و کشور ایران که ۷۵۰۰ سال قدمت دارد دارای زیباترین زبان است . 
همچنین زبان فارسی دارای بیشترین واژه در بین کل زبان های دنیا است.

## زبان‌ها با بیشترین جمعیت سخنور
| زبان                                                 | خانواده زبانی        | شاخه                     | زبان مادری (L1) سخنوران | زبان دوم (L2) سخنوران | مجموع سخنوران (L1+L2) |
| ---------------------------------------------------- | -------------------- | ------------------------ | ----------------------- | --------------------- | --------------------- |
| زبان انگلیسی                                         | زبان‌های هندواروپایی  | زبان‌های ژرمنی            | ۳۷۲٫۹ میلیون            | 1.080 میلیارد         | ۱٫۴۵۲ میلیارد         |
| چینی ماندارین (شامل چینی معیار، اما نه گونه‌های چینی) | زبان‌های چینی-تبتی    | زبان‌های چینی             | ۹۲۹٫۰ میلیون            | 198.7 میلیون          | ۱٫۱۱۸ میلیارد         |
| زبان هندی (غیر از زبان اردو)                         | زبان‌های هندواروپایی  | زبان‌های هندوآریایی       | ۳۴۳٫۹ میلیون            | ۲۵۸٫۳ میلیون          | ۶۰۲٫۲ میلیون          |
| زبان اسپانیایی                                       | زبان‌های هندواروپایی  | زبان‌های رومی             | ۴۷۴٫۷ میلیون            | ۷۳٫۶ میلیون           | ۵۴۸٫۳ میلیون          |
| زبان فرانسوی                                         | زبان‌های هندواروپایی  | زبان‌های رومی             | ۷۹٫۹ میلیون             | ۱۹۴٫۲ میلیون          | ۲۷۴٫۱ میلیون          |
| عربی نوین معیار (غیر از گویش‌های عربی)                | زبان‌های آفروآسیایی   | زبان‌های سامی             | 0                       | ۲۷۴٫۰ میلیون          | ۲۷۴٫۰ میلیون          |
| زبان بنگالی                                          | زبان‌های هندواروپایی  | زبان‌های هندوآریایی       | ۲۳۳٫۷ میلیون            | ۳۹٫۰ میلیون           | ۲۷۲٫۷ میلیون          |
| زبان روسی                                            | زبان‌های هندواروپایی  | زبان‌های بالتواسلاوی      | ۱۵۴٫۰ میلیون            | ۱۰۴٫۱ میلیون          | ۲۵۸٫۲ میلیون          |
| زبان پرتغالی                                         | زبان‌های هندواروپایی  | زبان‌های رومی             | ۲۳۲٫۴ میلیون            | ۲۵٫۲ میلیون           | ۲۵۷٫۷ میلیون          |
| زبان اردو (غیر از زبان هندی)                         | زبان‌های هندواروپایی  | زبان‌های هندوآریایی       | ۷۰٫۲ میلیون             | ۱۶۱٫۰ میلیون          | ۲۳۱٫۳ میلیون          |
| زبان فارسی                                           | زبان های هندواروپایی | زبان های ایرانی          | ۵۰/۲ میلیون             | ۱۴۳/۲ میلیون          | ۱۹۳/۴ میلیون          |
| آلمانی معیار                                         | زبان‌های هندواروپایی  | زبان‌های ژرمنی            | ۷۵٫۶ میلیون             | ۵۹٫۱ میلیون           | ۱۳۴٫۶ میلیون          |
| زبان ژاپنی                                           | زبان‌های ژاپنی        | —                        | ۱۲۵٫۳ میلیون            | ۰٫۱ میلیون            | ۱۲۵٫۴ میلیون          |
| Nigerian Pidgin                                      | English Creole       | زبان کریو                | ۴٫۷ میلیون              | ۱۱۶٫۰ میلیون          | ۱۲۰٫۷ میلیون          |
| اندونزیایی                                           | زبان‌های آسترونزیایی  | زبان‌های آسترونزیایی      | ۸۵٫۴ میلیون             | 21.0 میلیون           | ۱۰۶٫۴ میلیون          |
| زبان مراتی                                           | زبان‌های هندواروپایی  | زبان‌های هندوآریایی       | ۸۳٫۱ میلیون             | 16.0 میلیون           | ۹۹٫۱ میلیون           |
| زبان تلوگو                                           | زبان‌های دراویدی      | South-Central            | ۸۲٫۷ میلیون             | 13.0 میلیون           | ۹۵٫۷ میلیون           |
| زبان ترکی استانبولی                                  | زبان‌های ترکی         | زبان‌های اوغوز            | ۸۲٫۲ میلیون             | 5.9 میلیون            | ۸۸٫۱ میلیون           |
| زبان تامیلی                                          | زبان‌های دراویدی      | Southern                 | ۷۸٫۴ میلیون             | 8.0 میلیون            | ۸۶٫۴ میلیون           |
| چینی یوئی (شامل کانتونی)                             | زبان‌های چینی-تبتی    | زبان‌های چینی             | ۸۵٫۲ میلیون             | 0.4 میلیون            | ۸۵٫۶ میلیون           |
| زبان ویتنامی                                         | زبان‌های آستروآسیایی  | Vietic                   | ۸۴٫۶ میلیون             | 0.7 میلیون            | ۸۵٫۳ میلیون           |
| زبان تاگالوگ                                         | زبان‌های آسترونزیایی  | Central Philippine       | ۲۸٫۲ میلیون             | 54.2 میلیون           | ۸۲٫۳ میلیون           |
| چینی وو (شامل زبان شانگهایی)                         | زبان‌های چینی-تبتی    | زبان‌های چینی             | ۸۱٫۷ میلیون             | 0.1 میلیون            | ۸۱٫۸ میلیون           |
| زبان کره‌ای                                           | زبان‌های کره‌ای        | —                        | —                       | —                     | ۸۱٫۷ میلیون           |
| زبان هوسه                                            | زبان‌های آفروآسیایی   | زبان‌های چادی             | ۵۰٫۸ میلیون             | 26.3 میلیون           | ۷۷٫۱ میلیون           |
| عربی مصری (غیر از گویش‌های عربی)                      | زبان‌های آفروآسیایی   | زبان‌های سامی             | —                       | —                     | ۷۴٫۸ میلیون           |
| زبان کردی                                            | زبان‌های هندواروپایی  | زبان‌های ایرانی           | ۵۰٫۲ میلیون             | ۱۹ میلیون نفر         | ۶۹٫۲ میلیون           |
| زبان سواحلی                                          | زبان‌های نیجر-کنگو    | زبان‌های بانتو            | ۱۶٫۱ میلیون             | 55.4 میلیون           | ۷۱٫۴ میلیون           |
| زبان جاوه‌ای                                          | زبان‌های آسترونزیایی  | زبان‌های مالایو-پلی‌نزیایی | —                       | —                     | ۶۸٫۳ میلیون           |
| زبان ایتالیایی                                       | زبان‌های هندواروپایی  | زبان‌های رومی             | ۶۴٫۸ میلیون             | 3.1 میلیون            | ۶۷٫۹ میلیون           |
| زبان پنجابی                                          | زبان‌های هندواروپایی  | زبان‌های هندوآریایی       | —                       | —                     | ۶۶٫۴ میلیون           |
| زبان کنادا                                           | زبان‌های دراویدی      | Southern                 | ۴۸٫۶ میلیون             | 15.4 میلیون           | ۶۴٫۰ میلیون           |
| زبان گجراتی                                          | زبان‌های هندواروپایی  | زبان‌های هندوآریایی       | ۵۷٫۰ میلیون             | 5.0 میلیون            | ۶۲٫۰ میلیون           |
| زبان تای                                             | زبان‌های کرا-دای      | زبان‌های تای              | ۲۰٫۷ میلیون             | 40.0 میلیون           | ۶۰٫۷ میلیون           |
| زبان امهری                                           | زبان‌های آفروآسیایی   | زبان‌های سامی             | ۳۲٫۴ میلیون             | 25.1 میلیون           | ۵۷٫۵ میلیون           |
| زبان بوجپوری                                         | زبان‌های هندواروپایی  | زبان‌های هندوآریایی       | ۵۲٫۳ میلیون             | 0.2 میلیون            | ۵۲٫۵ میلیون           |
| مین جنوبی (شامل هاکین)                               | زبان‌های چینی-تبتی    | زبان‌های چینی             | ۴۹٫۳ میلیون             | 0.4 میلیون            | ۴۹٫۷ میلیون           |
| چینی جین                                             | زبان‌های چینی-تبتی    | زبان‌های چینی             | —                       | —                     | ۴۷٫۱ میلیون           |
| زبان یوروبایی                                        | زبان‌های نیجر-کنگو    | زبان‌های اطلس–کنگو        | ۴۳٫۶ میلیون             | 2.0 میلیون            | ۴۵٫۶ میلیون           |
| چینی هاکا                                            | زبان‌های چینی-تبتی    | زبان‌های چینی             | ۴۳٫۸ میلیون             | 0.2 میلیون            | ۴۴٫۱ میلیون           |
| زبان برمه‌ای                                          | زبان‌های چینی-تبتی    | زبان‌های تبتی-برمه‌ای      | ۳۳٫۰ میلیون             | 10.0 میلیون           | ۴۳٫۰ میلیون           |
| عربی سودانی                                          | زبان‌های آفروآسیایی   | زبان‌های سامی             | ۳۳٫۳ میلیون             | 9.0 میلیون            | ۴۲٫۳ میلیون           |
| زبان لهستانی                                         | زبان‌های هندواروپایی  | زبان‌های بالتواسلاوی      | ۴۰٫۰ میلیون             | 0.7 میلیون            | ۴۰٫۶ میلیون           |
| عربی الجزایری                                        | زبان‌های آفروآسیایی   | زبان‌های سامی             | ۳۴٫۷ میلیون             | 5.6 میلیون            | ۴۰٫۳ میلیون           |
| زبان لینگالایی                                       | زبان‌های نیجر-کنگو    | زبان‌های اطلس–کنگو        | ۲۰٫۳ میلیون             | ۲۰٫۰ میلیون           | ۴۰٫۳ میلیون           |

## تخمین سایت Ethnologue
|    | زبان           | سخنوران بومی           | زبان دوم سخنوران | مجموع        |
| -- | -------------- | ---------------------- | ---------------- | ------------ |
| ۱  | ماندارین معیار | ۸۴۵ میلیون (۲۰۰۰)      | ۱۷۸ میلیون       | ۱٬۰۱۳ میلیون |
| ۲  | زبان انگلیسی   | ۳۲۸ میلیون (۲۰۰۰–۲۰۰۶) | ۱۶۷ میلیون       | ۴۹۵ میلیون   |
| ۳  | زبان اسپانیایی | ۳۲۹ میلیون (۱۹۸۶–۲۰۰۰) | ۶۰ میلیون        | ۳۸۹ میلیون   |
| ۴  | زبان هندی      | ۱۸۲ میلیون (۱۹۹۱)      | ۱۲۰ میلیون       | ۳۰۲ میلیون   |
| ۵  | زبان روسی      | ۱۴۴ میلیون (۲۰۰۲)      | ۱۱۰ میلیون       | ۲۵۴ میلیون   |
| ۶  | زبان بنگالی    | ۱۸۱ میلیون (۱۹۹۷–۲۰۰۱) | ۶۹ میلیون        | ۲۵۰ میلیون   |
| ۷  | زبان پرتغالی   | ۱۷۸ میلیون (۱۹۹۸)      | ۱۵ میلیون        | ۱۹۳ میلیون   |
| ۸  | زبان مالایی    | ۲۳ میلیون (۲۰۰۰)       | ۱۴۰ میلیون       | ۱۶۳ میلیون   |
| ۹  | زبان ژاپنی     | ۱۲۲ میلیون (۱۹۸۵)      | ۱ میلیون         | ۱۲۳ میلیون   |
| ۱۰ | زبان آلمانی    | ۹۰ میلیون (۱۹۹۰)       | ۲۸ میلیون        | ۱۱۸ میلیون   |
| ۱۱ | زبان فرانسوی   | ۶۸ میلیون (۲۰۰۵)       | ۵۰ میلیون        | ۱۱۸ میلیون   |

### خانواده زبان
| Macro-language              | سخنوران بومی و جمع با هم‌خانواده‌ها و زبان‌های مشابه | زبان دوم   | مجموع (۱۹۹۹) |   |
| --------------------------- | ------------------------------------------------- | ---------- | ------------ | - |
| زبان‌های چینی                | ۱٬۲۱۳ میلیون                                      |            |              | ۱ |
| زبان هندوستانی (Hindi-Urdu) | ۳۶۶ میلیون                                        | ۱۲۱ میلیون | ۴۸۷ میلیون   | ۲ |
| زبان عربی                   | ۲۰۶ میلیون                                        | ۲۴۶ میلیون | ۴۵۲ میلیون   | ۳ |
| زبان‌های لندا                | ۷۸٬۳ میلیون                                       |            |              | ۴ |

## کتاب حقایق جهانی (۲۰۲۲)
«کتاب حقایق جهانی» که توسط آژانس اطلاعات مرکزی (سیا) تولید شده است، ده زبان پرتکلم (زبان اول) + (زبان دوم) را تخمین می‌زند. در سال ۲۰۲۲ به شرح زیر است:
| زبان          | درصد جمعیت جهان (۲۰۲۲) |
| ------------- | ---------------------- |
| انگلیسی       | ۱۸٫۸٪                  |
| چینی ماندارین | ۱۳٫۸٪                  |
| هندی          | ۷٫۵٪                   |
| اسپانیایی     | ۶٫۹٪                   |
| فرانسوی       | ۳٫۴٪                   |
| عربی          | ۳٫۴٪                   |
| بنگالی        | ۳٫۴٪                   |
| روسی          | ۳٫۲٪                   |
| پرتغالی       | ۳٫۲٪                   |
| اردو          | ۲٫۹٪                   |

## تخمین جورج وبر
در مقاله‌ای که در دسامبر ۱۹۹۷ توسط جورج وبر (George H. J. Weber) منتشر شد تعداد سخنوران به زبان‌ها به شرح زیر بیان گردید

 تخمین جورج وبر
| زبان              | سخنوران بومی | سخنوران زبان دوم | مجموع        |
| ----------------- | ------------ | ---------------- | ------------ |
| ۱. زبان ماندارین  | ۱٬۱۰۰ میلیون | ۲۰ میلیون        | ۱٬۱۲۰ میلیون |
| ۲. زبان انگلیسی   | ۳۳۰ میلیون   | ۱۵۰ میلیون       | ۴۸۰ میلیون   |
| ۳. زبان اسپانیایی | ۳۰۰ میلیون   | ۲۰ میلیون        | ۳۲۰ میلیون   |
| ۴. زبان روسی      | ۱۶۰ میلیون   | ۱۲۵ میلیون       | ۲۸۵ میلیون   |
| ۵. زبان فرانسوی   | ۷۵ میلیون    | ۱۹۰ میلیون       | ۲۶۵ میلیون   |
| ۶. زبان هندوستانی | ۲۵۰ میلیون   |                  | ۲۵۰ میلیون   |
| ۷. زبان عربی      | ۲۰۰ میلیون   | ۲۱ میلیون        | ۲۲۱ میلیون   |
| ۸. زبان پرتغالی   | ۱۶۰ میلیون   | ۲۸ میلیون        | ۱۸۸ میلیون   |
| ۹. زبان بنگالی    | ۱۸۵ میلیون   |                  | ۱۸۵ میلیون   |
| ۱۰. زبان ژاپنی    | ۱۲۵ میلیون   | ۸ میلیون         | ۱۳۳ میلیون   |
| ۱۱. زبان پنجابی   | ۱۳۰ میلیون   |                  | ۱۳۰ میلیون   |
| ۱۲. زبان آلمانی   | ۱۰۰ میلیون   | ۹ میلیون         | ۱۰۹ میلیون   |